# Zheng Cao
Zheng Cao (9 de julio de 1966-21 de febrero de 2013) fue una artista de ópera china-estadounidense, una mezzosoprano muy conocida por su función en el rol de Suzuki en Madama Butterfly. Actuó en ese rol con compañías de ópera en: Ópera de San Francisco, Gran teatro de Ginebra, Pittsburgh Ópera, Vancouver Ópera, Ópera Nacional de Washington, Ópera de San Diego, y bajo la batuta de Seiji Ozawa con la Orquesta Sinfónica de Boston. Su caracterización e interpretación del papel de Cherubino en Las bodas de Fígaro también ganó su reconocimiento en varias compañías de ópera de EE. UU., incluyendo la Ópera de San Francisco, Pittsburgh Ópera, y Houston Grand Opera. Murió de cáncer de pulmón en San Francisco, California en 2013.

## Educación y vida tempranas
Nació en 1966, de padres Mao Yuan Cao y Xiao Jiao Huang en Shanghái, China. Su única hermana Dan Cao, era cuatro años mayor. Concurrió al Shanghai Conservatory de Música. En 1988, Cao se mudó a EE. UU. para asistir a la Universidad Americana en Washington D. C. para estudiar inglés y canto. Además estudió en el Instituto de Música Curtis en Filadelfia. En julio de 1990, el coreógrafo de ópera y crítico del Washington Post László Seregi destacó su performance como mezzo-soprano en la Iglesia Comunitaria china de Washington como "vale la pena notar". En 1993, Cao ganó el grado de maestría por el Instituto de Música Curtis.

## Carrera
En 1994, Cao fue contratada por el Merola Opera Program, un programa de formación en el Ópera de San Francisco para cantantes de ópera, entrenadores, y directores de escena. Allí, Cao cantó el papel de Dorabella en la ópera bufa, en lengua italiana Così fan tutte. Posteriormente fue escogida para ser "Miembro Adler" de la Ópera de San Francisco. Mientras hacía una residencia de dos años de performance, orientado a jóvenes artistas prometedores, Cao debutó en el papel de Nicklausse en la ópera fantástica Los cuentos de Hoffmann cuando reemplazo por enfermedad de la mezzo-soprano Susan Quittmeyer.
En 1998, Cao actuó en la 9.ª Sinfonía de Beethoven, en la Olimpiada de Invierno Nagano'98, como solista, para un concierto en la ceremonia de apertura, conducido por el director de orquesta Seiji Ozawa. Posteriormente, apareció con Ozawa haciendo Marguerite en Berlioz  La condenación de Fausto en el Saito Kinen Festival, como Suzuki en Madama Butterfly, y El sueño de una noche de verano con la Orquesta Sinfónica de Boston. Y, para el concierto de despedida de Ozawa cantó la Fantasía coral de Beethoven, en el Centro de Música Tanglewood.
En 2008, Cao volvió a tener una asociación con los Juegos Olímpicos en gira mundial, en las ciudades de los Juegos Olímpicos de Verano, como una de las embajadoras culturales de China, en una serie de conciertos con la Filarmónica de China celebrando los Juegos Olímpicos de Pekín 2008. La gira fue cortada por el terremoto de Sichuan, en el oeste de China, pero no antes de presentarse y encontrarse con el Papa Benedicto XVI en el Vaticano.

## Vida personal
Mientras en Curtis, Cao actuó en un crucero, donde conoció al actor Troy Donahue. Después de recibir el grado de maestría, por el Curtis, ella y Donahue se mudaron a Santa Mónica (California). Donahue viajó con Cao a ciudades donde actuaba, cuando él no trabajaba en cruceros y en festivales de cine. Se comprometieron en 1999, y vivieron juntos hasta su muerte en 2001. Después de que Donahue muriera de un ataque al corazón a los 65, Cao se mudó a San Francisco. Posteriormente se casó con el Dr. David Larson.

### Cáncer de pulmón
En abril de 2009, a Cao, una no-fumadora, se le diagnosticó cáncer de pulmón etapa IV resultando en metástasis en cerebro, hígado y huesos. Inicialmente, tratada exitosamente con terapia de radiación para tumores de hueso y terapia de rayos gamma para varias lesiones en cerebro. Poco después de su diagnosis de cáncer de pulmón en 2009,  conoce al Dr. David Larson, un oncólogo en la Universidad de San Francisco de California y en Hospital de Washington en Fremont, CA, donde fue tratada con terapia de radiación gamma para varios tumores de cerebro. La relación paciente-médico giró a amistad y más tarde a una relación romántica, y se casaron en diciembre de 2010 en San Francisco.
La quimioterapia que recibió encogió los tumores en pulmón e hígado por encima de 50 por ciento en los primeros tres meses. Eso le permitió continuar sus actuaciones de ópera, cantando con las Óperas de Pittsburgh y de Vancouver. Después de 16 meses, el medicamento dejó de funcionar, y Cao comenzó una serie de quimioterapia común y ensayos clínicos. Los resultados de esos tratamientos fueron mixtos, y su última performance público fue en 2011 con la Philharmonia Orquesta Barroca donde se estrenó Nathaniel Stookey en "Into the Bright Lights" con palabras para su íntimo amigo y mentor, el mezzo-soprano Frederica von Stade.
El 21 de febrero de 2013, Zheng Cao murió de complicaciones de cáncer de pulmón en su casa de San Francisco que compartía con Larson.

## Premios
- Finalista en la 1992 Ópera Metropolitana Audiciones de Consejo Nacional
- Ganadora de la 1993 Palm Beach Competition Vocal

## Honores
- Miembro del Comité de 100[8]
- Beca Zheng Cao Merola, empezada en 2011 para crear una beca anual para un cantante del Asia Pacífico y/o mezzo-soprano para asistir al Merola Programa de Ópera.

## Discografía
- Faces of Love: The Songs of Jake Heggie, 1999, "Before the Storm: What Lips My Lips Have Kissed".

- Passing By: Songs by Jake Heggie, 2010, Some Times of Day: "The Minuet," "Simple," & "The Best Time of Day".

- Angel Heart, libro de cuentos de Jeremy Irons (narrador), Matt Haimovitz (chelo), Lisa Delan (soprano) & Frederica von Stade (mezzo-soprano) "All Through the Night" arreglos de Gordon Getty.

## Otras lecturas
- Jesse Hamlin (22 de abril de 1998), «A Voice Born Of Revolution Growing Up With Paeans To Chairman Mao, Zheng Cao Now Celebrates Opera», San Francisco Chronicle: C1, consultado el 22 de enero de 2014.

- Joshua Kosman (28 de abril de 1998), «Cao's Satisfying Second Debut Mezzo-Soprano Sings In Schwabacher Series», San Francisco Chronicle: E1, consultado el 22 de enero de 2014.

- Zen T. C. Zheng (27 de octubre de 2005), «Houston Grand Opera brings art form to Chinese Center / 'Informance' will feature Zheng Cao performing arias from Mozart opera», Houston Chronicle: 1, consultado el 22 de enero de 2014.

- Zen T. C. Zheng (27 de octubre de 2005), «HGO brings art form to center / `Informance' will feature Zheng Cao performing arias from Mozart opera», Houston Chronicle: 1, consultado el 22 de enero de 2014.

- Cindy Loose (21 de enero de 2007), «Amy Tan's San Francisco: Dim Sum and Then Some», The Washington Post: 1, consultado el 22 de enero de 2014.

- Steven Winn (24 de agosto de 2008), «Tan's New Chapter: Opera», San Francisco Chronicle: N22, consultado el 22 de enero de 2014.

- Julian Guthrie (31 de julio de 2009), «Friends, music help singer Zheng Cao recover», San Francisco Chronicle: F1, consultado el 22 de enero de 2014.

- Charlie Wells (7 de septiembre de 2010), «Soprano has cancer, yet active in key of life», San Francisco Chronicle: E1, consultado el 22 de enero de 2014.

- Tara Dooley (10 de octubre de 2010), «Cancer fight gives mezzo-soprano Zheng Cao a new reason to sing», Houston Chronicle: 10, consultado el 22 de enero de 2014.

- «Second Chance At Life, Opera Singer's Song Of Hope», Good Morning America, 22 de diciembre de 2010, airtime - 07:00, consultado el 22 de enero de 2014.

- Eric Kurhi (23 de febrero de 2013), «Zheng Cao, spirited opera performer, loses long battle with cancer at age 46», San Jose Mercury News: 6B, consultado el 22 de enero de 2014.

- David Wiegand (25 de junio de 2013), «Zheng Cao memorial at Opera House», San Francisco Chronicle: F1, consultado el 22 de enero de 2014.